# Карел Гатле
Карел Гатле (чеськ. Karel Hátle) — чехословацький футболіст, що грав на позиції воротаря, зокрема за празьку «Спарту».

## Життєпис
Дані про його клубну кар'єру не повні. У вищому дивізіоні чемпіонату Чехословаччина він виступав три рази за три різні команди: з «ЧАФК Виногради» в сезоні 1925-26, зі «Спартою» в сезоні 1929-30 і з «Чехією Карлін» в сезоні 1932-33.
В березні 1930 року Гатле в складі «Вікторії» (Пльзень) грав у товариському матчі проти «Спарти» (Прага) (1:3). Можливо, що після цього матчу празький гранд звернув увагу на воротаря. Один з перших матчів за «Спарту» Гатле зіграв на початку травня в товариському матчі проти «Пльзені» (9:2).
Влітку в 1930 році виступав у складі «Спарти» в Кубку Мітропи. Грав у чвертьфінальних матчах проти австрійської «Вієнни», що завершились двома перемогами празької команди з рахунком 2:1 і 3:2. «Спарта» дійшла до фіналу змагань, до поступилась «Рапіду», але в подальших матчах за команду грав інший воротар — Владімір Бєлік. В серпні брав участь у дербі «Спарта» — «Славія» в матчі Середньочеського кубку 1930, що завершився нічиєю 2:2 і проходом далі «Славії» за жеребом.
В складі аматорської збірної Чехословаччини виступав у Кубку Центральної Європи серед аматорів 1929-1930. Зокрема, брав участь у матчі проти аматорської збірної Австрії, що завершився поразкою Чехословаччини з рахунком 4:5. В тому турнірі чехословацька збірна зайняла останнє четверте місце.

## Статистика виступів

### Статистика виступів у Кубку Мітропи
| №                      | Розіграш               | Стадія                 | Дата та місце проведення | Команда 1              | Рахунок | Команда 2      | Голи та інші дії |
| ---------------------- | ---------------------- | ---------------------- | ------------------------ | ---------------------- | ------- | -------------- | ---------------- |
| 1                      | 1930                   | 1/4                    | 12.07.1930 Прага         | Спарта (Прага)         | 2:1     | Ферст Вієнна   | -1               |
| 2                      | 1930                   | 1/4                    | 19.07.1930 Відень        | Ферст Вієнна           | 2:3     | Спарта (Прага) | -2               |
| Всього у кубку Мітропи | Всього у кубку Мітропи | Всього у кубку Мітропи | Всього у кубку Мітропи   | Всього у кубку Мітропи | 2       |                | -3               |

## Трофеї і досягнення
- Срібний призер чемпіонату Чехословаччина:

«Спарта» (Прага): 1929-30
- Фіналіст Кубка Мітропи:

«Спарта» (Прага): 1930